# Frederick Sturckow
Frederick Wilford Sturckow, detto CJ (La Mesa, 11 agosto 1961), è un astronauta statunitense e un ufficiale del Corpo dei Marines degli Stati Uniti.
Come pilota di caccia, ha collezionato oltre 4.000 ore di volo su più di 50 differenti tipi di aerei.
Selezionato dalla NASA nel 1994, Sturckow ha completato l'addestramento dopo un anno. Ha partecipato, come pilota, alla missione STS-88 nel 1998 (la prima missione di assemblaggio della Stazione spaziale internazionale), e più recentemente in STS-105 (nel 2001).
Successivamente ha assunto il comando di STS-117 e di STS-128.
Sturckow ha lasciato NASA nel 2013; l'8 maggio dello stesso anno Virgin Galactic ha annunciato che sarebbe diventato loro pilota per le missioni a bordo del veicolo SpaceShipTwo.